# The Glitter Band
The Glitter Band è un gruppo musicale glam rock inglese.

## Storia del gruppo
La Glitter Band venne formata nel 1973 dalle ceneri dei Glittermen ed era originariamente il gruppo di supporto di Gary Glitter. Durante gli anni settanta la Glitter Band pubblicò numerosi singoli e un paio di album entrati nella top 20.

## Discografia

### Album in studio
- 1974 – Hey
- 1975 – Rock 'n' Roll Dudes
- 1975 – Listen to the Band
- 1975 – Makes You Blind
- 1977 – Paris Match